# Divisiones Regionales de Fútbol Femenino de las Islas Baleares 2007-08
Las Divisiones Regionales de Fútbol Femenino de las Islas Baleares 2007-08 se llevaron a cabo como a continuación se indica:

## Fútbol 11

### Grupo A
La primera jornada empezó el 24 de noviembre de 2007 y la última acabó el 4 de mayo de 2008.
La clasificación final del Grupo A fue la siguiente:
| Equipo             | PJ | G  | E | P  | GF  | GC  | Pts |
| ------------------ | -- | -- | - | -- | --- | --- | --- |
| UD Collerense B    | 18 | 16 | 1 | 1  | 100 | 14  | 49  |
| Son Cotoner B      | 18 | 16 | 1 | 1  | 93  | 11  | 49  |
| Sp. Campos         | 18 | 10 | 3 | 5  | 45  | 36  | 33  |
| S'Horta            | 18 | 8  | 6 | 4  | 41  | 30  | 30  |
| Puerto de Pollensa | 18 | 8  | 5 | 5  | 44  | 17  | 29  |
| Independiente      | 18 | 8  | 2 | 8  | 57  | 41  | 26  |
| Algaida            | 18 | 5  | 2 | 11 | 51  | 79  | 17  |
| Pollensa y Puerto  | 18 | 3  | 5 | 10 | 19  | 40  | 14  |
| Esp. Sa Vileta     | 18 | 3  | 0 | 15 | 18  | 96  | 9   |
| Alcudia            | 18 | 0  | 1 | 17 | 5   | 109 | 1   |

### Grupo B
La primera jornada empezó el 24 de noviembre de 2007 y la última acabó el 4 de mayo de 2008.
La clasificación final del Grupo B fue la siguiente:
| Equipo              | PJ | G  | E | P  | GF | GC | Pts |
| ------------------- | -- | -- | - | -- | -- | -- | --- |
| Son Cladera At      | 18 | 15 | 2 | 1  | 70 | 16 | 47  |
| Rtvo Peña Arrabal   | 18 | 15 | 2 | 1  | 92 | 15 | 47  |
| Son Caliu           | 18 | 14 | 1 | 3  | 69 | 18 | 43  |
| Sollerense          | 18 | 11 | 0 | 7  | 55 | 35 | 33  |
| Palma de Son Gotleu | 18 | 9  | 3 | 6  | 40 | 33 | 30  |
| Es Raiguer          | 18 | 6  | 2 | 10 | 42 | 52 | 20  |
| Sant Jordi          | 18 | 4  | 4 | 10 | 25 | 55 | 16  |
| La Unión            | 18 | 2  | 3 | 13 | 22 | 64 | 9   |
| AD Son Sardina      | 18 | 2  | 2 | 14 | 9  | 68 | 8   |
| Montaura            | 18 | 2  | 1 | 15 | 22 | 90 | 4   |

### Final
| 17 de mayo de 2008 | Son Cladera At | 1-2     | UD Collerense B | Son Cladera F11, Palma |  |
|                    |                | Reporte |                 |                        |  |

| 24 de mayo de 2008 | UD Collerense B | 6-1     | Son Cladera At | Ca Na Paulina F11, Palma |  |
|                    |                 | Reporte |                |                          |  |

## Fútbol 7
La primera jornada empezó el 14 de marzo de 2008 y la última acabó el 20 de junio de 2008.
| Equipo              | PJ | G  | E | P  | GF  | GC  | Pts |
| ------------------- | -- | -- | - | -- | --- | --- | --- |
| Son Cotoner         | 12 | 11 | 1 | 0  | 108 | 18  | 34  |
| Collerense          | 12 | 9  | 2 | 1  | 79  | 25  | 29  |
| Palma de Son Gotleu | 12 | 7  | 1 | 4  | 75  | 45  | 22  |
| Arenal              | 12 | 7  | 0 | 5  | 51  | 36  | 21  |
| Petra               | 12 | 3  | 1 | 8  | 24  | 56  | 10  |
| Sinéu               | 12 | 1  | 2 | 9  | 11  | 62  | 5   |
| Son Roca            | 12 | 0  | 1 | 11 | 6   | 112 | -2  |